# 克拉约瓦大学
克拉約瓦大學（羅馬尼亞語：Universitatea din Craiova）是位於羅馬尼亞克拉約瓦的大学，由大學本部和分校構成，提供本科、碩士、博士及教育學位。

## 学院
克拉約瓦大學本部設有11個學院：
- 自動化、電腦及電子學院
- 文學院
- 數學及自然科學院
- 經濟及商業管理學院
- 法律及行政學院
- 神學院
- 電子工程學院
- 機械工程學院
- 農業及園藝學院
- 體育學院
- 社會科學院

位於德羅貝塔-塞維林堡的大學分部設有5個學院：
- 法律及行政學院
- 經濟及商業管理學院
- 體育學院
- 文學院
- 機械工程學院

## 画廊

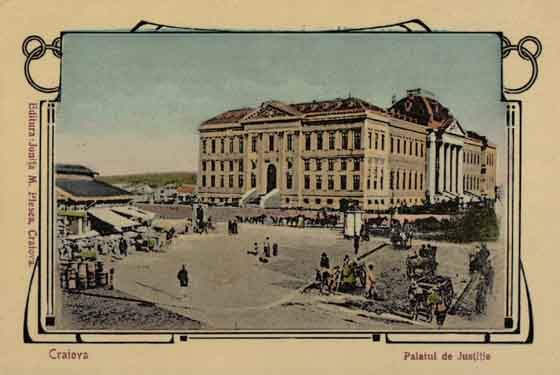
1906年公正宫
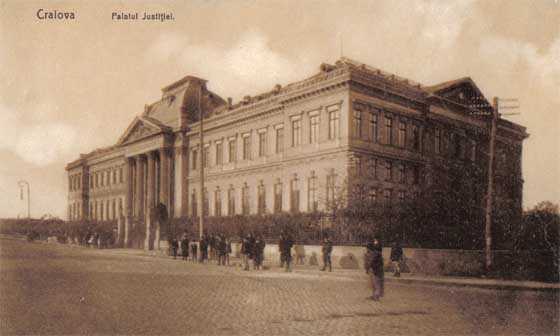
1910年公正宫
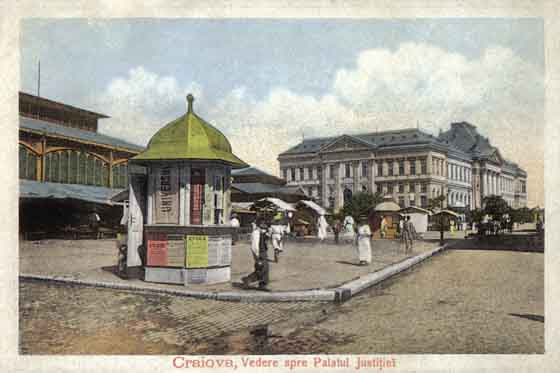
1912年公正宫
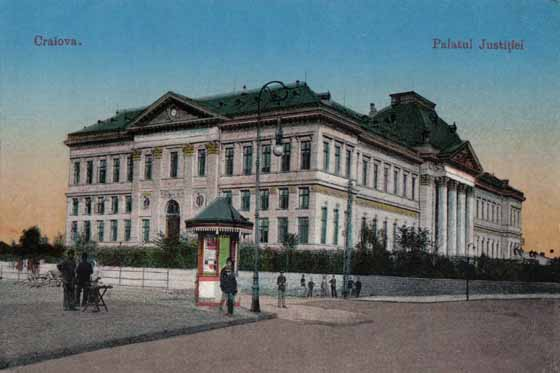
1915年公正宫
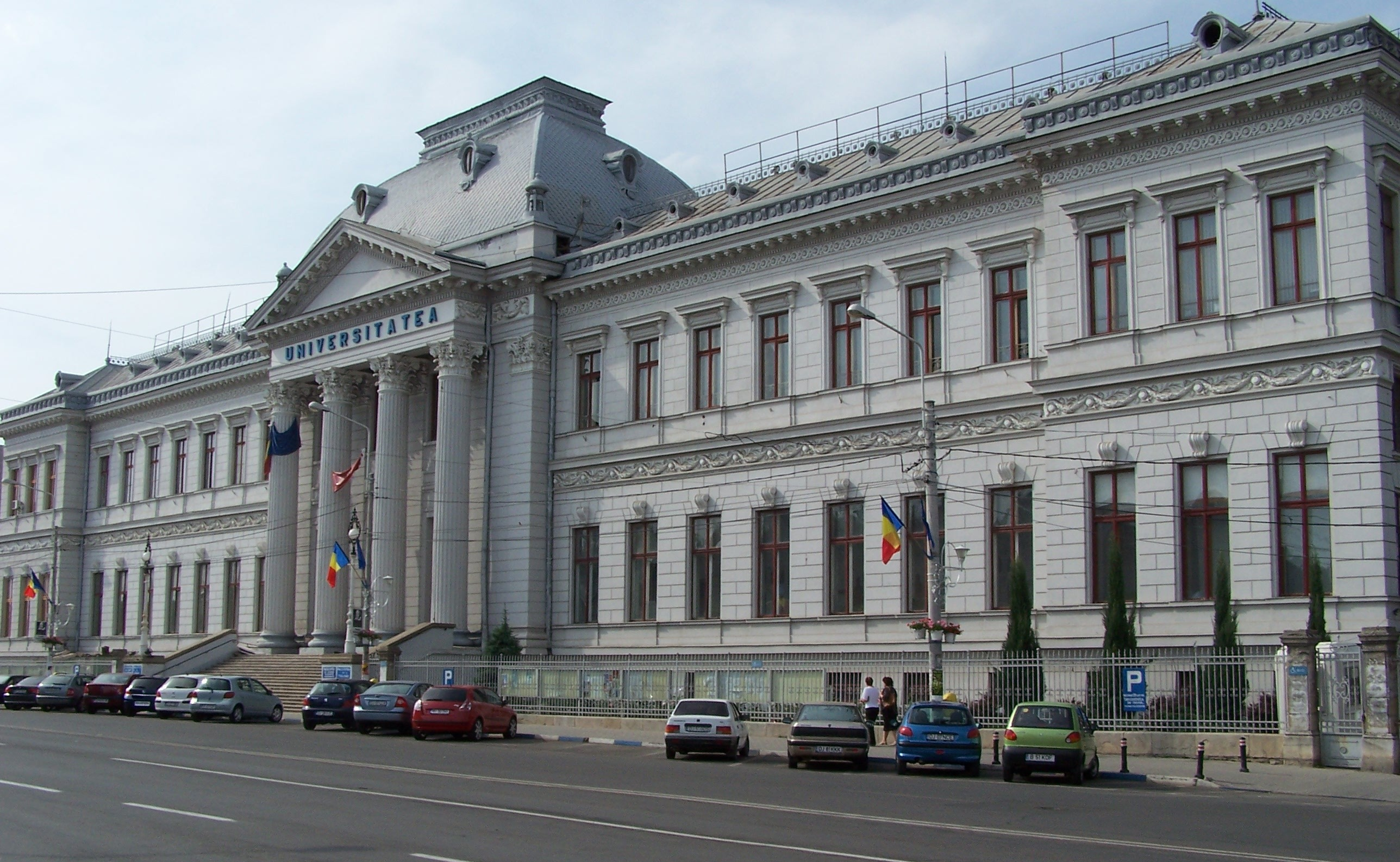
2008年主教学楼